# حمله اعراب به دیلم
پس از پیدایش اسلام در حالیکه سرتاسر ایران و خاورمیانه و قسمت‌هایی از روم بدست اعراب افتاد، در رشته کوه‌های البرز مردم دیلمستان و طبرستان اعراب را به سرزمین خود راه نداده و استقلال خود را محفوظ داشتند. گیلان و دیلمان به تصرف اعراب درنیامد. در اوایل عصر عباسی غرب گیلان به حکومت خلیفه خراج پرداخت می‌کرد ولی شرق گیلان توسط دیلمیان کوهنشین دربرابر نفوذ مسلمانان حفاظت می‌شد.

## دوران معاویه
در حدود سال ۴۰ ه‍.ق گیل بن گیلانشاه از دنیا رفت؛ و به جایش دابویه در گیلان به تخت نشست.

## خلافت منصور
در سالهای بعد خاندان علی برای قیام علیه عباسیان به دیلم و تبرستان پناه می‌آوردند و در این دوران گیلان وارد دوران جدیدی از تاریخ خود شده بود. در سالهای بعد دیلمیان با عبور از البرز به مناطق داخلی ایران لشکر کشیدند و اعراب را از آنجا بیرون کردند و حتی بغداد مرکز بلاد اسلام را فتح کردند.
در این ۳ قرن اعراب نتوانستند سرزمین گیلان را فتح کنند. حتی تبرستان که از هر حیث بزرگتر از دیلمستان بوده‌است با اعراب پیمان آشتی بستند اما دیلمیان همچنان سر ناسازگاری با مسلمانان داشتند.
اعراب در چالوس و قزوین ثغر (لشکر گاه) تشکیل داده بودند. دیلمان سهمناک‌ترین دشمن اسلام بود. نام دیلم و حملات آنها ضرب‌المثل بود. قزوین که مرز بلاد کفر و اسلام بود اهمیت زیادی داشت و در نتیجه توسط خلفای اسلامی جعل احادیث شده بود که جهاد در آن برای جنگ با دیلم پاداش اخروی دارد.
چنان‌که اعتقاد داشتند پیامبر فرموده‌است: قزوین دری از درهای بهشت است هرکه یک روز و یک شب در آنجا به نیت جهاد نشیمن کند بهشت بر او واجب می‌شود.
مسلمانان از کوه‌های پیرنه در اروپا تا مرزهای چین و آسیای میانه را فرو گرفته بودند و تا کنار رود لوار در فرانسه رسیدند. تمام اروپا از شنیدن نام ایشان بر خود می‌لرزیدند اما چگونه بود که در گوشه ای از ایران یک مشت مردم کوهستانی را نمی‌توانستند فرو بگیرند. فقط سختی کوهستان دیلم و انبوهی جنگلها نبود چرا که مسلمانان همه جا از این کوه‌ها و جنگلها بسیار دیده و درنوردیدند. باید گفت همانا علت اصلی مردانگی و دلاوری دیلمیان برای دفاع از مرز و بوم خود بوده‌است.